# Michaelmas-und-Upolu-Cays-Nationalpark
Der Michaelmas-und-Upolu-Cays-Nationalpark (engl.: Michaelmas and Upolu Cays National Park) ist ein Nationalpark im Nordosten des australischen Bundesstaates Queensland, der aus zwei kleinen Koralleninseln besteht.

## Lage
Er liegt 1.409 Kilometer nordwestlich von Brisbane und 33 Kilometer nordöstlich von Cairns.
In der näheren Umgebung liegen die Nationalparks Green Island, Fitzroy Island und Hope Islands; am Festland Kuranda, Grey Peaks und Dinden.

## Geographie
Die beiden kleinen Koralleninseln Michaelmas Cay im Michaelmas-Riff und Upolu Cay im südlicher gelegenen Arlington-Riff gehören zum Weltnaturerbe Great Barrier Reef. Die Inseln liegen rund achteinhalb Kilometer auseinander.

## Geologie
Michaelmas Cay entstand durch eine Ansammlung von abgebrochenen Korallen, Muschelschalen und den Resten von kalkhaltigen Algen. Er wird stabilisiert durch das Entstehen von Beachrock, Sand und andere Riffüberbleibsel werden durch Algen zu Fels zementiert, hat jedoch zu beiden Seiten zwei wandernde Sandspitzen. Der Cay erodiert fortlaufend und entsteht an anderer Stelle neu, abhängig von Wind- und Wasserströmung. Auf diese Weise wandert Michaelmas Cay jedes Jahr um etwa einen Meter.
Das Michaelmasriff bildet den nordöstlichen Abschnitt der Arlingtonriff-Komplex, der auf einem Fundament 30 Meter unter dem Meeresspiegel sitzt.
Im Jahr 1926 bohrten Geologen ein Loch auf Michaelmas Cay bis in eine Tiefe von 182,8 Metern. Riffgesteine reichten dabei bis in eine Tiefe von 115,3 Meter, darunter folgte Quarzsand.
Upolu Cay wird nicht von Beachrock stabilisiert und ändert daher schneller sowohl Form als auch Größe.

## Flora und Fauna
Die Vegetation auf Michaelmas Cay ist charakteristisch für eine Koralleninsel. Der niedrige Bewuchs besteht aus Strandblaugras (Spinifex sericeus), Stängelgras (Lepturus repens), Ziegenfuß-Prunkwinde (Ipomoea pes caprae), Burzeldorn (Tribulus cistoides), Sesuvium portulacastrum und Boerhavia diffusa. Die Nährstoffe zur Düngung der Vegetation stammen von den Seevögeln. Die kleinere Insel Upolu Cay ist vegetationslos.
Michaelmas Cay erfüllt eine wichtige Aufgabe als Brutplatz für etliche Seeschwalbenarten. BirdLife International hat das Gebiet als Important Bird Area (IBA) ausgewiesen, weil es Lebensraum für über ein Prozent der Weltpopulation der Eilseeschwalben und der Rüppellseeschwalben bietet.
Auf Michaelmas Cay wurden 23 Vogelarten gezählt, darunter die gefährdete Zwergseeschwalbe (Sternula albifrons), Rosenseeschwalbe (Sterna dougallii) und Zügelseeschwalbe (Onychoprion anaethetus). Es ist ein bedeutender Brutplatz für vier Arten: Noddi (Anous stolidus), Rußseeschwalbe (Onychoprion fuscata), Weißbauchtölpel (Sula leucogaster) und Steinwälzer (Arenaria interpres). Silberkopfmöwe (Chroicocephalus novaehollandiae), Schwarznacken-Seeschwalbe (Sterna sumatrana) und Riffreiher (Egretta sacra) brüten ebenfalls auf der Insel. Im Sommer am Höhepunkt der Brutzeit wurden über 20.000 Vogelnester gezählt.
Die Suppenschildkröte legt ebenfalls gelegentlich auf der Koralleninsel Eier. Die umgebenden Riffe besitzen eine reiche Meeresfauna, beispielsweise auch Riesenmuscheln.

## Einrichtungen
Zelten und Fischen sind auf und um die beiden Koralleninseln nicht gestattet, sehr wohl jedoch das Tauchen und Schnorcheln. Einrichtungen mit Ausnahme der Ankerplätze gibt es nicht.

## Anreise
Beide Inseln sind mit privaten Booten von Cairns aus gut zu erreichen. Zwei Ankerplätze sind auf Michaelmas Cay und einer ist auf Upolu Cay ausgewiesen. Nur dort sollte man ankern, damit die Korallenbänke nicht unnötig beschädigt werden. Michaelmas Cay darf zu gewissen Zeiten in einem eingeschränkten Bereich betreten werden.